# Xanthoparmelia fangii
Xanthoparmelia fangii är en lavart som beskrevs av Elix. Xanthoparmelia fangii ingår i släktet Xanthoparmelia och familjen Parmeliaceae.   Inga underarter finns listade i Catalogue of Life.